# Zastupitelstvo Jihomoravského kraje 2000–2004
Zastupitelstvo Jihomoravského kraje 2000–2004 vzešlo z voleb do zastupitelstev krajů, které se uskutečnily 12. listopadu 2000.
Výsledky voleb byly následující:
| Strana                             | Hlasů   | %     | PM | % |
| ---------------------------------- | ------- | ----- | -- | - |
| Čtyřkoalice                        | 98 290  | 31,94 | 23 |   |
| Komunistická strana Čech a Moravy  | 64 620  | 20,18 | 15 |   |
| Občanská demokratická strana       | 56 630  | 18,22 | 13 |   |
| Česká strana sociálně demokratická | 41 803  | 13,45 | 9  |   |
| NESTRANÍCI PRO MORAVU              | 21 005  | 6,76  | 5  |   |
| MORAVSKÁ KOALICE                   | 6 735   | 2,16  | –  | – |
| Koalice ČSNS a NEZÁVISLÍ           | 5 676   | 1,82  | –  | – |
| Strana zelených                    | 4 830   | 1,55  | –  | – |
| REPUBLIKÁNI MIROSLAVA SLÁDKA       | 4 474   | 1,44  | –  | – |
| Strana za životní jistoty          | 4 320   | 1,39  | –  | – |
| ostatní                            |         | <1    | –  | – |
| celkem (účast 34,93%)              | 310 648 |       | 65 |   |

Následovala povolební jednání. Sedmnáct dnů po volbách, 29. listopadu 2000, podepsali zástupci čtyřkoalice a ODS dohodu, podle které se krajským hejtmanem měl stát Stanislav Juránek z KDU-ČSL, lídr Čtyřkoalice, prvním náměstkem pak lídr ODS František Polách. V jedenáctičlenné krajské radě měla Čtyřkoalice zaujmout sedm křesel a ODS čtyři.

## 2000
Souběžně s krajskými volbami začaly přípravy na vznik krajského úřadu. Budova byla k dispozici – stal se jím Nový zemský dům v Brně na Žerotínově náměstí. Ustavující zasedání nově vzniklého krajského zastupitelstva však kvůli probíhající rekonstrukci zde ještě proběhnout nemohlo. Pomocnou ruku podalo město Brno, a tak se 65 krajských zastupitelek a zastupitelů poprvé sešlo 20. prosince 2000 na Nové radnici v Brně. Prvním hejtmanem byl zvolen Stanislav Juránek (KDU-ČSL). Zastupitelstvo mj. schválilo pravidla rozpočtového provizoria Brněnského kraje na měsíce leden – březen 2001. Následující den, 21. prosince 2000, se poprvé sešli k jednání nově zvolení radní. Místem k tomuto historickému jednání byl salonek Besedního domu na Husově ulici v Brně.

## 2001
Rok 2001 byl ve znamení „vybudování“ krajského úřadu a přechodu kompetencí z centrální a okresní úrovně na krajskou. Od nového roku se začal jednání rady účastnit také ředitel krajského úřadu Jiří Crha, jmenovaný do funkce 17. ledna 2001.
Druhé zasedání Zastupitelstva Brněnského kraje se 15. února 2001 konalo díky pochopení města Brna opět na Nové radnici. Jeho průběh se dostával do ustálenější podoby – projednávaly se zprávy o činnosti jednotlivých výborů, byl schválen jednací a volební řád. Zastupitelé rovněž schválili rozpočet kraje na rok 2001 ve výši 91,7 milionu korun. O prudkém vývoji kraje svědčí skutečnost, že díky rozpočtovým opatřením v průběhu roku 2001 se rozpočet zvýšil na konečných více než 2,2 miliardy korun.
Začaly se také navazovat kontakty s jinými evropskými regiony. K prvním patřili pochopitelně nejbližší sousedé – konkrétně spolková země Dolní Rakousko. V rámci třetího zasedání krajského zastupitelstva, které se uskutečnilo 19. dubna 2001 už ve velké zasedací síni krajského úřadu, byl schválen – a to jednomyslně – záměr uzavřít smlouvu o partnerství a spolupráci Brněnského kraje a Spolkové země Dolní Rakousko. Při tomto zasedání byli členům zastupitelstva představeni dosud jmenovaní vedoucí odborů krajského úřadu. Neustálý personální vývoj dokládá akceptovaný požadavek zastupitelů, že při každém zasedání jim bude předložen aktualizovaný telefonní seznam pracovníků krajského úřadu. Pro ilustraci, při schůzi 3. května 2001 rada schválila počet zaměstnanců Brněnského kraje zařazených do Krajského úřadu ve výši 195 osob.
Dne 31. května 2001 byl novelizován ústavní zákon č. 176/2001 Sb. a na základě žádosti krajského zastupitelstva došlo k přejmenování kraje z Brněnského na Jihomoravský kraj.
Od července přešly na kraj zřizovatelské kompetence k Ústavu sociální péče pro tělesně postižené v Habrovanech.
Na kraj byly rozhodnutím zastupitelstva ze dne 13. září 2001 převedeny další příspěvkové organizace, mj. Galerie výtvarného umění v Hodoníně, schválena byla rovněž zřizovací listina nové příspěvkové organizace Správa a údržba silnic Jihomoravského kraje, do které byly sloučeny příspěvkové organizace Správa a údržba silnic Blansko, Brno, Břeclav, Hodonín, Vyškov a Znojmo. Souběžně probíhalo výběrové řízení na ředitele nově vzniklé organizace, kterým se stal Jan Zouhar. Nová krajská organizace zahájila činnost od 1. října 2001. K tomuto termínu byly ze státu na kraj převedeny silnice II. a III. třídy (v Jihomoravském kraji bylo tehdy celkem 4280 kilometrů silnic, z toho 3830 kilometrů silnic druhé a třetí třídy). První zahraniční prezentace kraje se uskutečnila 24. října 2001 v Českém centru v Bratislavě.
Šesté zasedání krajského zastupitelstva se konalo 15. listopadu 2001. Zastupitelé tehdy mj. schválili zřizovací listiny 75 škol, předškolních a školských zařízení z okresů Břeclav, Vyškov a Znojmo. Šlo o třetí skupinu škol, které přešly do působnosti Jihomoravského kraje. První skupinu tvořily školy, předškolní a školská zařízení z okresu Brno – město, které byly převedeny do působnosti Jihomoravského kraje s účinností ode dne 1. dubna 2001. Jejich zřizovací listiny schválilo Zastupitelstvo Jihomoravského kraje na svém zasedání dne 21. června 2001. Školy, předškolní a školská zařízení okresů Blansko, Brno – venkov a Hodonín byly převedeny s účinností od 1. července 2001 a Zastupitelstvo Jihomoravského kraje jejich zřizovací listiny schválilo na svém zasedání 13. září 2001. Zbývající zřizovací listiny 15 zemědělských škol a učilišť pak schválilo krajské zastupitelstvo na svém sedmém zasedání v prosinci 2001. Kraj tak byl zřizovatelem celkem 278 škol. V listopadu byl schválen historicky první koncepční dokument kraje – Program rozvoje Jihomoravského kraje na období 2001–2004.
Na prosincovém zasedání zastupitelstva byl schválen vstup kraje do sdružení právnických osob Regionální rozvojová agentura jižní Moravy a záměr zřídit koordinátora integrovaného systému veřejné hromadné dopravy. Schválen byl rovněž rozpočet kraje na rok 2002 s objemem příjmů a výdajů 3,8 miliardy korun.

## 2002
Jestliže během roku 2001 byli pro výkon své funkce uvolněni hejtman a jeho tři zástupci (statutární zástupce náměstek František Polách a zástupci hejtmana Antonín Kment a Lubomír Šmíd), rozhodnutím prosincového zastupitelstva začali od ledna 2002 jako uvolnění působit i zbývající členové krajské rady a předsedové kontrolního a finančního výboru Václav Božek a Jan Vitula.
Potvrzením skutečnosti, že Jihomoravský kraj je hlavním vinařským regionem republiky, bylo jmenování náměstka hejtmana Antonína Kmenta do čela Rady nově ustaveného Vinařského fondu, který byl zřízen na podporu výsadby vinic a obnovy vinic, podporu výroby a propagaci odbytu vín. Jeho sídlo bylo od začátku v budově Krajského úřadu Jihomoravského kraje na Žerotínově náměstí. Na začátku roku se kraj poprvé představil na veletrhu Regiontour. Důležitým krokem na cestě jižní Moravy do Evropské unie bylo únorové jednání s předsedou delegace Evropské komise v ČR Ramiro Cibrianem. O důležitých rozhodnutích pro kraj (mj. o železničním uzlu Brno) jednala v prostorách sídla kraje v květnu vláda ČR. Ve stejném měsíci se konala ustavující plenární schůze Rady hospodářské a sociální dohody (RHSD) Jihomoravského kraje, jihomoravské tripartity, které se kromě delegace kraje zúčastnili zástupci odborových svazů a zástupci zaměstnavatelských a podnikatelských svazů. O tom, že to nebyla jen seznamovací schůzka, svědčí společné usnesení, ve kterém RHSD žádá Ministerstvo školství, mládeže a tělovýchovy ČR a vládu, aby splnily svůj slib, že navýšení tarifních platů k 1. březnu 2002 bude plně pokryto ze státního rozpočtu, nikoli na úkor osobního ohodnocení zaměstnanců škol.
Od roku 2002 se Jihomoravský kraj podílí na zabezpečení krajského kola soutěže Vesnice roku. V červenci a srpnu postihly jih Moravy povodně – v pondělí 15. července začaly padat na Olešnicku první kapky, ze kterých se během krátké chvíle stal přívalový déšť. Na malém prostoru tak z velkého mraku spadlo obrovské množství vody – sto jedna sedmdesát milimetrů srážek na metr čtvereční za necelou hodinu, což představovalo čtvrtinu ročního průměru. Dvě ženy přitom přišly o život. Znovu vtrhla velká voda na jižní Moravu v srpnu. Tentokrát se zvýšila hladina Dyje na rakouské straně. Protože však voda nezná hranice, 12. srpna začala přetékat Znojemská přehrada, o den později začala přepadat voda i na Vodním díle Vranov. V následujících dnech docházelo ke škodám na majetku v povodí Dyje na Znojemsku a Břeclavsku. V těchto okresech byl vyhlášen stav nebezpečí. Přívalové srážky vyvolaly povodňovou vlnu, došlo k rychlému naplnění vodních nádrží, rozlití vody z řek Dyje a Jevišovky. Vznikly škody jak na majetku státu, kraje a obcí, tak i na soukromém majetku občanů a podnikatelských subjektů v celkové výši více než jedné miliardy korun. Pomoci postiženým městům a obcím se věnovalo jak mimořádné zasedání zastupitelstva v červenci, tak všechna následující do konce roku.
V září byla ve Znojmě podepsána první dohoda o spolupráci s partnerským regionem, Dolním Rakouskem. Dne 16. září 2002 bylo možné v prostorách krajského úřadu a poté na řadě míst jižní Moravy spatřit diplomaty několika desítek zemí světa. Seznámit se s krajem, jeho turistickými zajímavostmi i ekonomickým potenciálem totiž přijel Pražský diplomatický sbor.
Závěr roku 2002 byl zcela ve znamení příprav na přechod kompetencí z okresních úřadů na kraj. Prosincové jednání krajského zastupitelstva se věnovalo možnostem, jak rozvinout rekreační a léčebné aktivity na břehu vodní nádrže Mušov. K dalším bodům patřilo jednomyslné schválení zřizovacích listin příspěvkových organizací zřizovaných Jihomoravským krajem v oblasti sociálních služeb, zdravotnictví a kultury. Schválen byl také rozpočet kraje na rok 2003. Šlo o vyrovnaný rozpočet, kdy příjmy i výdaje činily 2,5 miliardy korun.

## 2003

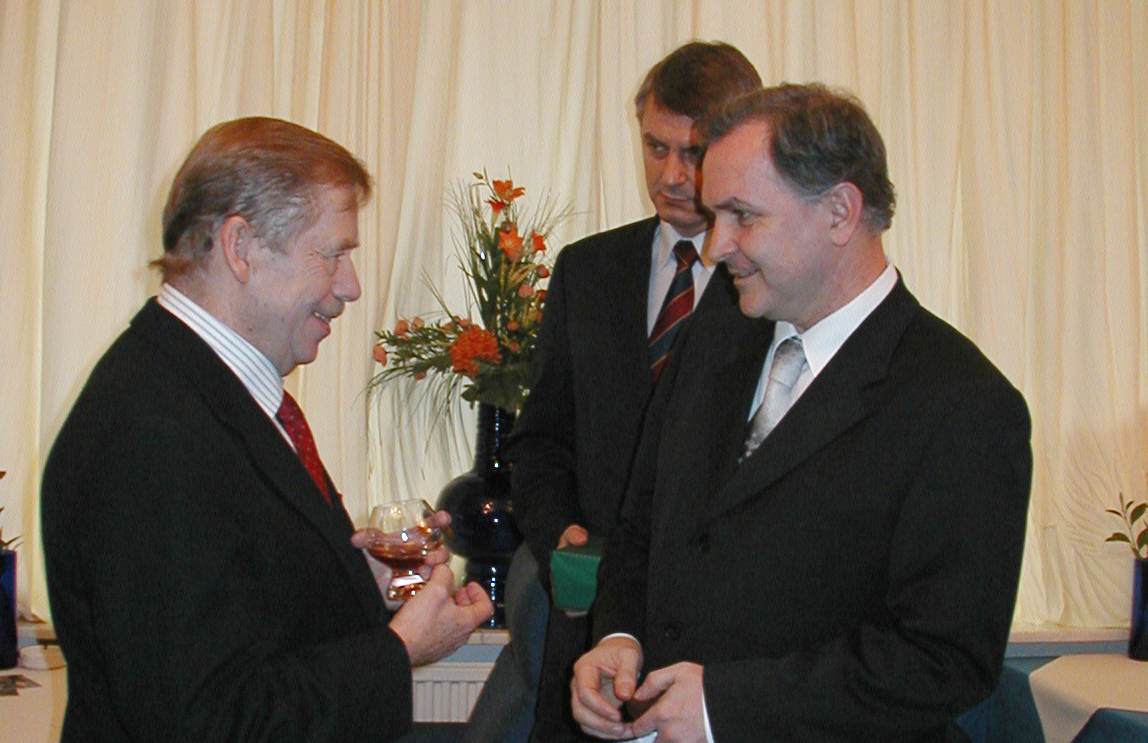
Naposledy ve úřadu prezidenta navštívil Václav Havel jižní Moravu 8. ledna 2003, kdy ho přivítal hejtman Stanislav Juránek

S ukončením činnosti okresních úřadů přešla od ledna 2003 řada kompetencí na úřady krajské, kraj se mj. stal zřizovatelem nemocnic, ústavů sociální péče, domovů důchodců, muzeí a galerií. Při delimitaci funkčních míst z okresních úřadů jich na Jihomoravský kraj přešlo 213. Jihomoravský kraj záležitost umístění delimitovaných zaměstnanců řešil pronájmem nebytových prostor. Hned první lednové jednání rady schválilo dodatek ke smlouvě o nájmu nebytových prostor, uzavřené v květnu 2002 mezi Jihomoravským krajem a společností IMOS holding. Ta byla majitelem budovy Žerotínovo náměstí 1, přímo navazující na prostory budovy krajského úřadu. Pro oblast řízení, vzájemnou spolupráci a komunikaci mezi jednotlivými odbory a pro občany kraje představoval tento komplex dvou budov vzájemně propojených nejvhodnější řešení pro umístění pracovníků krajského úřadu. Zároveň rada rozhodla o výběrovém řízení na pronájem nebytových prostor v budově na Mezírce 1.
Nový prvek do dosavadní meziregionální spolupráce Jihomoravského kraje vneslo rozhodnutí krajské rady 20. února, která schválila záměr spolupráce Jihomoravského kraje se subjekty veřejné správy v Srbsku – konkrétně oblasti Šumadija. Protože v Srbsku neexistuje regionální uspořádání, byla spolupráce navázána se samosprávami významných měst Šumadijského okruhu. Šlo a stále jde zejména o předávání zkušeností, nezanedbatelný je také morální aspekt – pomoc slabšímu regionu.
Významný krok při debatě o možných změnách hranic krajů znamenalo rozhodnutí krajské rady 27. března. Radní souhlasili s žádostmi obcí Borač, Borovník, Černvír, Dolní Loučky, Doubravník, Drahonín, Horní Loučky, Kaly, Katov, Křižínkov, Kuřimská Nová Ves, Kuřimské Jestřabí, Lubné, Nedvědice, Níhov, Olší, Pernštejnské Jestřabí, Rojetín, Řikonín, Senorady, Skryje, Tišnovská Nová Ves, Újezd u Tišnova, Vratislávka a Žďárec o změnu vymezení hranic krajů ve smyslu převedení z území kraje Vysočina do Jihomoravského kraje. Šlo o důležitý podklad pro přípravu vládního návrhu zákona, kterým se mělo změnit vymezení hranic krajů.
Dubnové zasedání krajského zastupitelstva schválilo hned dva koncepční materiály. V oblasti školství šlo o Dlouhodobý záměr vzdělávání a rozvoje výchovně vzdělávací soustavy Jihomoravského kraje, ve zdravotnictví šlo o koncepci zdravotnické záchranné služby (ZZS) v Jihomoravském kraji. První konkrétní obrysy začal v roce 2003 dostávat projekt Čisté povodí Svratky. Krajská rada 24. dubna jmenovala zastupitele Václava Košackého předsedou přípravného výboru. V průběhu třetího čtvrtletí proběhlo Komplexní dotazníkové šetření v obcích Jihomoravského kraje k 31. prosinci 2002.
V červnu měl premiéru Den otevřených dveří krajského úřadu, založeno bylo Jihomoravské inovační centrum. Na letišti v Brně-Tuřanech se v září uskutečnil poprvé letecký festival CIAF. Na úspěšnou návštěvu zahraničních diplomatů sídlících v Praze na jižní Moravě v září 2002 navázala 10. září 2003 návštěva Bratislavského diplomatického sboru, tedy sdružení všech akreditovaných, mimořádných a zplnomocněných velvyslanců ve Slovenské republice.
Pokračovala podpora vinohradnictví – krajští radní v říjnu vysadili symbolickou vinici ve Valticích.

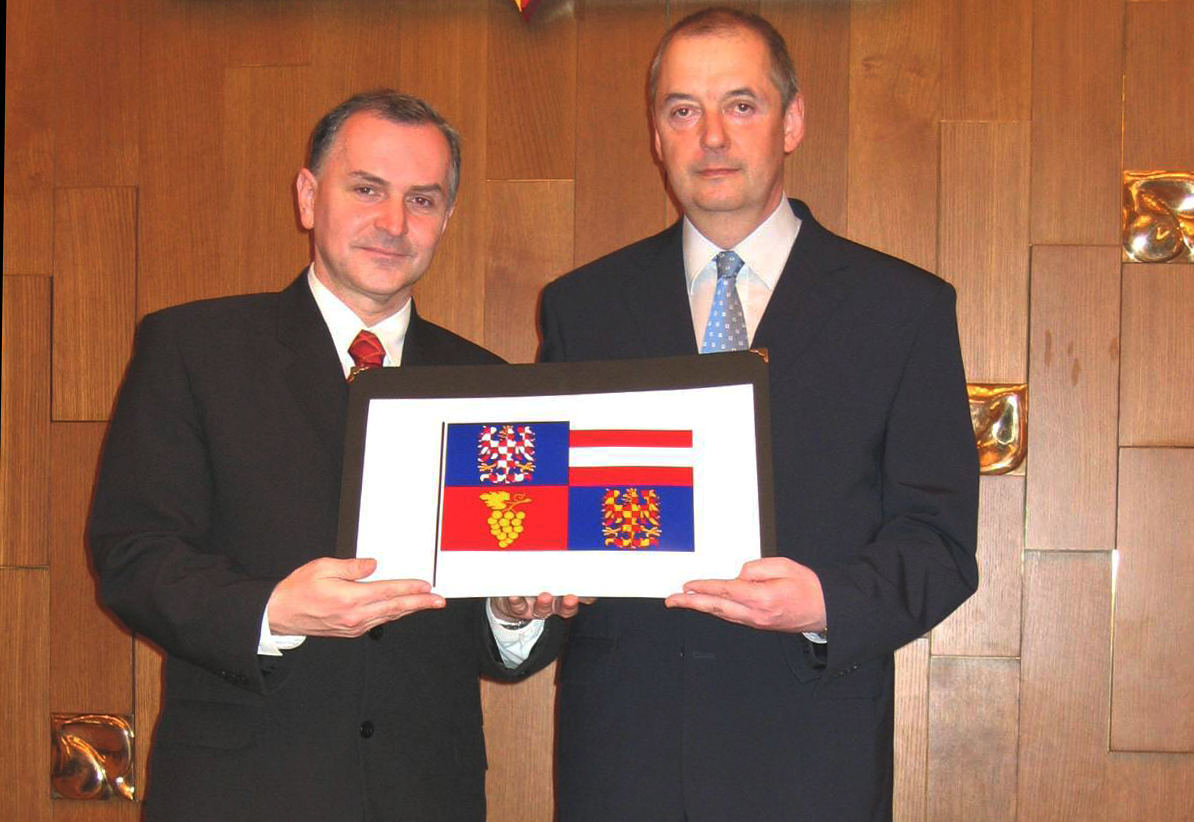
Stanislav Juránek a Jiří Crha se znakem Jihomoravského kraje (2004)

V listopadu krajské zastupitelstvo schválilo podobu krajského znaku i praporu.
Charakteristika znaku byla následující: „První pole, obsahující stříbrnočervenou orlici na modrém poli, symbolizuje, že je Jihomoravský kraj součástí Moravy a hlásí se ke svým tradicím. … Třetí pole s vinným hroznem … připomíná, že Jihomoravský kraj je jediným opravdu vinařským krajem ČR. Připomíná pracovitost lidí na jižní Moravě a upozorňuje na historickou skutečnost, že se zde díky římským legiím pěstuje vinná réva už od třetího století. Čtvrté pole se zlatočervenou orlicí v modrém poli je symbolem smíření a integrace. Dvě moravské orlice v prvním a čtvrtém poli jsou dva různé znaky, které se na Moravě používaly a jejich spojení v krajském znaku znamená konec sporů mezi různými jazykovými, náboženskými a národnostními skupinami obyvatel jižní Moravy, zvláště mezi česky a německy mluvícími. Kdokoliv se může rovnoprávně hlásit k jižní Moravě, nezáleží na národnosti, mateřském jazyku ani náboženském přesvědčení.“
Na třídenní návštěvu jižní Moravy přijel v listopadu 2003 prezident Václav Klaus.
Jihomoravský kraj inicioval ve spolupráci se Statutárním městem Brnem, Masarykovou univerzitou, Vysokým učením technickým v Brně, Mendelovou univerzitou v Brně a Veterinární a farmaceutickou univerzitou v Brně vznik Jihomoravského inovačního centra. Současně byla schválena první Regionální inovační strategie.

## 2004
Od začátku roku začal v Brně a jeho nejbližším okolí fungovat Integrovaný dopravní systém Jihomoravského kraje. V první etapě se do něj zapojilo 110 obcí z nejbližšího okolí krajské metropole a dvě z kraje Vysočina s více než půl milionem obyvatel. Během prvního pololetí proběhla optimalizace škol zřizovaných krajem, která reagovala na úbytek žáků ve školách. Výsledkem bylo k 1. červenci 2004 sloučení 36 škol do 16 subjektů, další dvě školy byly převedeny na obce. V dubnu navštívil jižní Moravu rumunský prezident Ion Iliescu.
Dne 23. června se uskutečnilo cvičení složek integrovaného záchranného systému Horizont 2004, jehož námětem bylo procvičit vybraná opatření k ochraně obyvatel v případě vzniku radiační havárie v Jaderné elektrárně Dukovany.
V polovině roku se majetkem kraje stalo mezinárodní letiště v Brně-Tuřanech.
Největším kulturním projektem podporovaný krajem v roce 2004 byl mezinárodní hudební projekt České sny 2004 (jeho domácí částí byl festival Concentus Moraviae, zahraniční pak více než stovka koncertů v šestnácti zemích Evropy).
V roce 2004 mělo premiéru setkání národnostních menšin žijících na jižní Moravě. Rovněž od tohoto roku vydává Jihomoravský kraj Ekolisty – časopis s tematikou životního prostředí, který je zdarma distribuován mj. obcím a školám.
Dne 1. října byly poprvé předány Ceny Jihomoravského kraje prvním laureátům. O čtyři dny později navštívil jižní Moravu Vídeňský diplomatický sbor. Smlouvu o spolupráci Jihomoravského kraje a Leningradské oblasti 21. října podepsali představitelé obou regionů – hejtman Stanislav Juránek a gubernátor Valerij Pavlovič Serďukov.
V závěru prvního funkčního období krajského zastupitelstva kraj zřizoval 246 škol, 9 nemocnic, 28 domovů důchodců a ústavů sociální péče, 8 kulturních institucí (kraj byl a je tak vlastníkem kulturních památek, jakými jsou zámek v Mikulově či Mohyla míru na slavkovském bojišti), staral se o 3 831 km krajských silnic II. a III. třídy.